# Charon (Zeitschrift)
Der Charon war eine ab 1904 erscheinende monatliche Literaturzeitschrift, die von Otto zur Linde und Rudolf Pannwitz gegründet wurde. Im Ersten Weltkrieg wurde das Erscheinen eingestellt. Ab 1920 erschienen die kleineren Charon-Nothefte. 
Mitarbeiter waren u. a. Karl Röttger und Rudolf Paulsen.
Das programmatische Ziel der Zeitschrift war die Befreiung von der Kunst des Naturalismus.
In diesem Zusammenhang steht auch die Streitschrift Arno Holz und der Charon von Otto zur Linde, in der Mystik und Irrationalität aufgewertet werden.